# Uzbekistán en los Juegos Paralímpicos de Tokio 2020
Uzbekistán estuvo representado en los Juegos Paralímpicos de Tokio 2020 por un total de 44 deportistas, 25 hombres y 19 mujeres.

## Medallistas
El equipo paralímpico uzbeko obtuvo las siguientes medallas:
| Nombre                    | Deporte                   | Evento                         |
| ------------------------- | ------------------------- | ------------------------------ |
| Oro                       |                           |                                |
| Mojigul Jamdamova         | Atletismo                 | Disco F57 femenino             |
| Nozimajon Kayumova        | Atletismo                 | Jabalina F13 femenino          |
| Safiya Burjanova          | Atletismo                 | Peso F12 femenino              |
| Jusnidin Norbekov         | Atletismo                 | Peso F35 masculino             |
| Bobirjon Omonov           | Atletismo                 | Peso F41 masculino             |
| Uchkun Kuranbaev          | Judo                      | –66 kg masculino               |
| Feruz Sayidov             | Judo                      | –73 kg masculino               |
| Guljonoy Naimova          | Taekwondo                 | +58 kg femenino                |
| Plata                     |                           |                                |
| Nurjon Kurbanova          | Atletismo                 | Jabalina F54 femenino          |
| Asila Mirzayorova         | Atletismo                 | Salto de longitud T11 femenino |
| Parvina Samandarova       | Judo                      | –57 kg femenino                |
| Davurjon Karomatov        | Judo                      | –81 kg masculino               |
| Ruza Kuzieva              | Levantamiento de potencia | –61 kg femenino                |
| Bronce                    |                           |                                |
| Nurjon Kurbanova          | Atletismo                 | Peso F54 femenino              |
| Elbek Sultonov            | Atletismo                 | Peso F12 masculino             |
| Nafisa Sheripboeva        | Judo                      | –63 kg femenino                |
| Sharif Jalilov            | Judo                      | –100 kg masculino              |
| Shojsanamjon Toshpulatova | Natación                  | 200 m estilos SM13 femenino    |
| Islam Aslanov             | Natación                  | 100 m mariposa S13 masculino   |